# Ana Filipa Santos
Ana Filipa Santos (* 12. Februar 1996) ist eine portugiesische Tennisspielerin.

## Karriere
Santos begann im Alter von acht Jahren mit dem Tennissport und spielt am liebsten auf Sandplätzen. Sie spielt hauptsächlich auf der ITF Women’s World Tennis Tour, wo sie bislang zwei Titel im Doppel gewinnen konnte.
Bei der Sommer-Universiade 2019 erreichte sie im Damendoppel mit Martim Prata das Viertelfinale im Damendoppel.
Seit 2019 spielt Santos für die portugiesische Fed-Cup-Mannschaft; ihre Bilanz weist einen Sieg und drei Niederlagen aus.

## Turniersiege

### Doppel
| Nr. | Datum           | Turnier               | Kategorie | Belag     | Partnerin             | Finalgegnerinnen                 | Ergebnis |
| --- | --------------- | --------------------- | --------- | --------- | --------------------- | -------------------------------- | -------- |
| 1.  | 5. Februar 2022 | Cancún                | ITF W15   | Hartplatz | Jacqueline Cabaj Awad | Astrid Cirotte Anastasia Sysoeva | 6:4, 6:3 |
| 2.  | 16. März 2024   | São João da Boa Vista | ITF W15   | Sand      | Victoria Bosio        | Verena Meliss Camilla Zanolini   | 6:2, 6:4 |